# 百村発蔵
百村発蔵（ももむらはつぞう、1834年4月14日（天保5年3月6日）- 1912年3月6日）は幕末の長州藩士。桃村発蔵と表記する場合もある。
戊辰戦争（会津戦争）に従軍した。
維新後は山口県庁に奉職し、兵事課長を務めた。

## 関係史料
山口県文書館所蔵「毛利家文書」につぎの4点が残る。幕末維新関係資料等データベースを「百村発蔵」で検索。
1. 「奥州出征百村発蔵諸文書」(B002005200)
2. 「百村発蔵戊辰従軍日記」(B002005416)
3. 「幕臣某日誌」(B002005455) - 戊辰戦争で百村発蔵の分捕り品となった幕兵の日誌
4. 「百村発蔵履歴」(B002005519)